# تپه ده‌مهد
تپه ده مهد مربوط به دوران‌های تاریخی پس از اسلام است و در شهرستان کهگیلویه، روستای آدرکان واقع شده و این اثر در تاریخ ۲۴ فروردین ۱۳۸۲ با شمارهٔ ثبت ۸۳۳۸ به‌عنوان یکی از آثار ملی ایران به ثبت رسیده است.